# Mario Carpo
Mario Carpo (né en 1958) est un historien italien de l’architecture, spécialiste des théories et des techniques de représentation architecturales.

## Parcours académique
Mario Carpo est diplômé de l’université de Florence en 1983 en histoire de l’architecture. En 1984, il entame une recherche doctorale à l’Institut universitaire européen. À la suite de ses études en Italie, Mario Carpo a enseigné les théories architecturales de la Renaissance comme assistant à l’université de Genève, puis devient professeur titulaire en France.
Il est l'un des premiers à intégrer l’École d'architecture de Saint-Étienne et intervient à l’École d'architecture de Paris-La Villette depuis 2007. Il est enseignant titulaire à l'Ecole nationale supérieure d'architecture Paris-Malaquais.
Il est, par ailleurs, professeur invité de plusieurs universités européennes et américaines, notamment à Genève, Florence, Copenhague, de Cornell, le Massachusetts Institute of Technology, Williams College, et l'université Yale.
Pensionnaire de l'Académie américaine à Rome en 2004, Mario Carpo est membre du (en) Getty Research Institute en 2000-2001, ainsi qu’au (en) Clark Art Institute en 2000. Il a dirigé le Centre d’études du Centre canadien d'architecture à Montréal entre 2002 et 2005.

## Travaux développés
Le travail de Mario Carpo porte sur la relation entre la théorie de l’architecture, l’histoire culturelle, et l’histoire des médias et des technologies de l’information. Il étudie les traités anciens et analyse l’impact de leur diffusion par l’imprimerie en Europe. En 1993 il publie La maschera e il modello et Metodo e ordini nella teoria architettonica dei primi moderni : Alberti, Raffaello, Serlio e Camillo. Ces traités, mécaniquement reproduits à la Renaissance, non plus par des copistes, constituent progressivement un corpus de références. Leurs illustrations — bien que limitées en nombre — disposent de la fiabilité de reproduction et de la précision désormais possibles : L’Architecture in the Age of Printing, est édité par le MIT Press en 2001, puis publié en italien, en espagnol et en français,.
En 2000, Mario Carpo publie un commentaire du texte Descripto Urbis Romae de Leon Battista Alberti.
À la lumière de réalisations architecturales et de design récentes, Mario Carpo analyse les applications et les développements des technologies numériques qui ouvrent la voie à des variations infinies (personnalisation) d’une production industrielle non standard. Il y voit les conditions susceptibles de remettre en cause la longue tradition de la reproduction (ou imitation) sérielle initiée à la Renaissance.
La tradition classique, à travers les siècles, a développé l’art de l’imitation (littéraire ou visuelle). Qu’ont en commun l’archétype et la copie ? Personne ne peut dire si la copie est bien faite, comme le démontre le célèbre topos de Zeus et des Vierges de Crotone.
Certains de ses travaux ont été publiés dans des revues telles que (en) Journal of the Society of Architectural Historians, (en) Log, (en) Grey Room, L’Architecture d’aujourd'hui, Arquitectura Viva, ainsi qu’Architectural Design.

## Publications

### Livres
- (it) Mario Carpo, L’architettura dell’età della stampa. Oralità, scrittura, libro stampato e riproduzione meccanica dell’immagine nella storia delle teorie architettoniche, Milan, Jaca Book, 1998[10]
  - Mario Carpo (ill. 26 illustrations en noir et blanc), L'Architecture à l’âge de l’imprimerie, éd. de la Villette, coll. « Penser l’espace », 30 janvier 2009, 1re éd., 216 p. (ISBN 978-2-915456-41-7)
- (it) Mario Carpo, La maschera e il modello. Teoria architettonica ed evangelismo nell’Extraordinario Libro di Sebastiano Serlio (1551), Milan, Jaca Book, 1993

### Essais parus dans des ouvrages collectifs et scientifiques
- (fr)« Le Media Lab d’Alberti », Perspective, projections, projet. Technologies de la représentation architecturale, actes de la conférence, Tours, Centre d’études supérieures de la Renaissance, 12-14 juin 2003, Mario Carpo and Frédérique Lemerle-Pauwels (sous la dir.), p. 39-49. vol. 17 des Cahiers de la recherche architecturale et urbaine, Paris, Centre des monuments nationaux – éd. du Patrimoine, 2005.
  - (en) Perspective, Projections and Design, 2007

### Articles
- (it) Mario Carpo, « Metodo ed ordini nella teoria architettonica dei primi moderni. Alberti, Raffaello, Serlio e Camillo », Travaux d'Humanisme et Renaissance, Genève, Droz, no 271,‎ 1993
- (fr) Avec Antonio Becchi, Pierre Caye, Claude Mignot, Werner Oechslin et Pascal Dubourg Glatigny, « Les livres d’architecture : leurs éditions de la Renaissance à nos jours », Perspective, 2 | 2008, p. 189-204, 31 mars 2018  (DOI 10.4000/perspective.3396, lire en ligne, consulté le 28 janvier 2022).
- (fr) Avec Martin Bressani, Reinhold Martin, Antoine Picon et Theodora Vardouli, « L’architecture à l’heure du numérique, des algorithmes au projet », Perspective, 2 | 2019, p. 113-140, 30 juin 2020  (DOI 10.4000/perspective.14830, lire en ligne, consulté le 28 janvier 2022).